# پاول موروزنکو
پاول موروزنکو (روسی: Павел Семёнович Морозенко؛ ۵ ژوئیهٔ ۱۹۳۹ – ۱۴ ژوئیهٔ ۱۹۹۱) بازیگر اهل اتحاد جماهیر شوروی سوسیالیستی بود.